# Маковський Федір Григорович
Маковський Федір Григорович (16 лютого 1895, с. Залав'є, нині Тернопільського району Тернопільської області — 2 січня 1959, м. Львів, похований у селі Залав'є) — український етнограф, фольклорист, поліглот.

## Життєпис
Закінчив Теребовлянську гімназію (співав у хорі й диригував ним під керівництвом о. Є. Турули), факультет іноземних мов Київського університету (1922, нині національний університет).
У 1915 — заарештований; вивезений до міста Іркутськ (нині РФ).
У 1922—1933 — в місті Київ: працював у канцелярії ВУАН, секретар місцевкому профспілки Народного комісаріату освіти, згодом — н. с. кабінету етнографії ВУАН; звільнений через переслідування.
Працював у педагогічному технікумі в м. Кременчук (нині Полтавська область).
У 1935 році Маковського заарештували, 13 місяців промучився в камері-одиночці Київської тюрми. Згодом засуджений на 10 р.; покарання відбував у концтаборах Колими і Магадану (нині РФ). Звільнений 1947 без права проживання у Києві й Західній Україні. Поселився у місті Олександрія (Кіровоградська область), де викладав англійську мову в культурно-освітньому технікумі, керівник хору. Потім переїхав до м. Тульчин (Вінницька область). За порадою Максима Рильського збирав фольклорні та етнографічні матеріали для АН України.
Знав кілька мов, грав на багатьох музичних інструментах.
Від 1956 жив у м. Теребовля. 2 січня 1959 року помер у Львові. Похований у рідному селі Залав'є.

## Творчість
Автор наукових статей у виданнях етнографічної комісії. Його творча спадщина зберігається в ІМФЕ НАН України, ТОКМ.
Ім'я Маковського повернув Україні 1959 через Теребовлянську районну газету письменник Володимир Ґжицький.

## Пам'ять
Його іменем названі вулиці в Теребовлі та Залав'ї.